# Слободчиков, Степан Никандрович
Степан Никандрович Слободчиков (1 июня 1928, с. Седанка-Оседлая, Дальневосточный край — 14 июня 1990) — советский партийный и государственный деятель, председатель Корякского окрисполкома (1971—1985).

## Биография
Окончил Хабаровскую высшую партийную школу.
Работал парторгом совхоза «Пенжинский».
В 1968—1971 гг. — секретарь Корякского окружного комитета КПСС.
С 1971 по 1985 г. — председатель исполнительного комитета Корякского окружного Совета.

## Награды и звания
Награжден орденом Октябрьской революции, двумя орденами Трудового Красного Знамени, медалями «За боевые заслуги», «За доблестный труд». Почетной грамотой Президиума Верховного Совета РСФСР.